# Kai+Sven
Das Comedyduo Kai+Sven besteht aus Kai Schwind (* 30. Juni 1976) und Sven Buchholz (* 7. März 1976).

## Karriere
Schwind und Buchholz sind in Frankfurt geboren. Sie sind für zahlreiche Radio-Comedy-Serien verantwortlich, die zwischen 2002 und 2007 bundesweit gesendet wurden, zum Beispiel Die Discotürsteher, Ein Praktikant für alle Fälle, Diese Jedi-Ritter, Die Computerviren und Die Ferienbande. Zu hören waren die Comedy-Radioserien u. a. auf You FM, N-Joy und Eins Live. 
Die Ferienbande wurde seit 2003 auch als eigenständige Hörspielserie weiterentwickelt. Bis jetzt wurden 12 CDs veröffentlicht, und „Kai+Sven“ tourten gemeinsam mit weiteren Sprechern im Rahmen von bisher fünf Live-Bühnen-Shows durch Deutschland. „Kai + Sven“ nutzen ihre eigene Produktionsgesellschaft Hufsound für die Veröffentlichung ihrer CDs. Im Jahr 2020 erschien eine Anthologie-Box aller "Ferienbande"-Hörspiele mit 15 CDs, die erstmals auch die für den Rundfunk erstellten Folgen enthielt.

## CD-Veröffentlichungen
- Weissbrot (2002)
- Die Ferienbande und die entsetzlichen Ferien (2003)
- Eins Dreissig! – Feinste Radio Comedy von Kai und Sven (2004)
- Die Ferienbande und das voll gemeine Phantom (2005)
- Die Discotürsteher – Heute nur privat! (2005)
- Die Ferienbande und die unerträglichen Schmuggler (2007)
- Die Ferienbande und das bumsfidele Geisterschiff (2008)
- Die Ferienbande und das echt gruselig fies schwere Rätsel LIVE (Doppel-CD, 2009)
- Die Ferienbande und der kolossale Terror (2010)
- Die große, abenteuerliche und auch mysteriöse Ferienbande-Box - Folgen 1-6 (6-CD-Box, 2011)
- Die Ferienbande jagt den verflucht dreckigen Schrat LIVE (Doppel-CD, 2013)
- Die Ferienbande und der krass üble Rächer Teil 1: Rückkehr (2015)
- Die Ferienbande und der krass üble Rächer Teil 2: Rückfall (2017)
- Die Ferienbande und der krass üble Rächer Teil 3: Rückschlag (2017)
- Die Ferienbande bricht in See LIVE (Doppel-CD, 2018)
- Die unglaublich ultimative Ferienbande Anthologie – Alle Hörspiele der ersten 16 Jahre (15-CD-Box, 2020)
- Die Ferienbande  – Meltdown im verfluchten Horror-Hotel LIVE (Doppel-Doppel-CD, 2022)
- Die Ferienbande und die unfassbar anstrengende Hexe (Trippel-CD, 2023)